# Avesnes-les-Aubert
Avesnes-les-Aubert är en kommun i departementet Nord i regionen Hauts-de-France i norra Frankrike. Kommunen ligger i kantonen Carnières som tillhör arrondissementet Cambrai. År 2022 hade Avesnes-les-Aubert 3 584 invånare.

## Befolkningsutveckling
Antalet invånare i kommunen Avesnes-les-Aubert
| Referens: INSEE |